# Habenaria armatissima
Habenaria armatissima är en orkidéart som beskrevs av Heinrich Gustav Reichenbach. Habenaria armatissima ingår i släktet Habenaria och familjen orkidéer. Inga underarter finns listade i Catalogue of Life.